# 大坪研一
大坪 研一（おおつぼ けんいち、1951年1月9日 - ）は、日本の農学者。学位は、農学博士。新潟薬科大学応用生命科学部教授、穀物研究ユニット長（食品・作物資源利用学研究室）、中国天津農学院客座教員。一般社団法人メディカルライス協会副理事長。

## 概要
1951年1月9日、大分県中津市の出身。1974年3月、東京大学理学部生物化学科を卒業。1981年、農林水産省に入省し、食品総合研究所（現在の農研機構食品研究部門）に配属。1989年、農学博士（東北大学）。1990年4月、北陸農業試験場米品質評価研究室長。1993年4月、食品総合研究所穀類特性研究室長、1997年、PCR法による米のDNA品種判別技術を開発。その後、2007年までに、米飯、餅、清酒などの加工品を試料とする原料米判別技術を開発。2004年4月、お茶の水女子大学大学院客員教授を併任・東京農業大学客員教授を併任。2005年3月25日、糊化粘度特性に基づく米の利用適性評価装置の開発。2006年、食品総合研究所食品素材部長次いで食品素材科学研究領域長。2008年4月、新潟大学大学院自然科学研究科（農学部兼任）教授。2010年、中国天津農学院客座教授。2011年、新潟大学産学地域連携推進センター長。2016年、新潟薬科大学応用生命科学部教授。2017年12月29日、糖尿病および認知症の複合予防効果が期待できる加工米飯を新潟大学脳研究所の池内　健教授および越後製菓と共同開発。2019年、5月15日一般社団法人 メディカルライス協会副理事長に就任。2023年からスマート・オコメ・チェーンコンソーシアム会長。

## 受賞
- 1995年（平成7年）- 日本食品科学工学会奨励賞[13]
- 2004年（平成16年）- 日本食品科学工学会技術賞[14]
- 2006年（平成18年）- 日本食品科学工学会英文誌論文賞・日本農芸化学会英文誌論文賞
- 2007年（平成19年）- 飯島藤十郎記念技術賞[15]・日本醸造協会技術賞
- 2013年（平成25年）- 日本応用糖質科学会学会賞「米の品質評価、品種判別および加工利用に関する研究」[16]
- 2013年（平成25年）- 新潟日報文化賞[17]
- 2016年（平成28年）- 日本農芸化学会英文誌論文賞
- 2020年（令和２年）- 日本農業研究所賞「米の品種判別技術および加工利用技術の開発」[18]
- 2020年（令和２年）- 食の新潟国際賞佐野藤三郎特別賞[19]
- 2022年（令和４年）- 日本農学賞・読売農学賞「米の社会的ニーズに応える品質評価・DNA判別・高度利用に関する研究」[20]

## 取得特許
- 2020年（令和2年）大坪研一ほか3名： 糊化粘度特性による米澱粉特性評価方法（日本特許第6650555号）
- 2017年（平成29年）大坪研一ほか3名： ヨード比色分光測定による米澱粉特性の評価方法（日本特許第6187062号）
- 2017年（平成29年）4月21日 - 味噌水溶液に浸漬した粉状質米を原料とする加工食品（日本特許第6128515号）
- 2016年（平成28年）12月9日 - 無塩発酵味噌を含む米加工食品の製造方法（日本特許第6051808号）
- 2014年（平成26年） - 米の品種識別方法（日本特許 第5563206号）
- 2014年（平成26年）- 発芽種子およびその製造方法（日本特許第5841467号）
- 2013年（平成25年） - 硬質発芽穀類加工食品およびその製造方法（日本特許 第5414100号）

## 所属学会
- DNA鑑定学会[21]理事
- 日本食品科学工学会[22]評議員、日本応用糖質科学会[23]評議員
- 日本食品保蔵科学会[24]評議員

## 著書

### 単著
- 『穀類（特集：日本食品標準成分表2015年版）』医歯薬出版（2016年7月）
- 『マンガでわかる米の疑問 米のルーツからおいしく食べる科学的工夫まで』SBクリエイティブ ISBN 978-4797365290（2014年11月15日）
- 『米粉BOOK』幸書房]}ISBN 978-4782103692 （2012年10月1日）
- 『米粉素材と超硬質米』米粉BOOK（2012年）
- 『新規需要を創出するための米粉加工』農山漁村文化協会（2011年）
- 『日本一おいしい米の秘密』講談社 ISBN 978-4062724005（2006年9月21日）

### 共著
- Sumiko Nakamura『Evaluation of palatability of cooked rice』Intech（2017年3月）
- 『Rice utilization and processing technology in Japan』Rice Processing（2014年）
- 『Rice quality evaluation using a Taste-Sensing System』Pan Stanford Publishing（2013年）
- 中村澄子『DNA分析による米の産地判別』農産物・商品検査法の新展開（2010年）
- 貝沼圭二[25]・中久喜輝夫[26] 編集『トウモロコシの科学 (シリーズ 食品の科学)』朝倉書店 ISBN 978-4254430745（2009年3月1日）
- 高橋素子[27] 著『Q&A ご飯とお米の全疑問 お米屋さんも知りたかったその正体』講談社ISBN 978-4062574570（2004年10月19日）
- 石谷孝佑[28] 著『米の科学 (シリーズ「食品の科学」)』朝倉書店 ISBN 978-4254430394（1995年9月1日）
- 大坪研一監修『米の機能性食品化と新規利用技術、高度加工技術の開発』テクノシステムISBN 978-4-924728-92-9 (2022年3月6日)

## 論文
- S. Nakamura, T. Ikeuchi, A. Araki, K. Kasuga, K. Watanabe, M. Hirayama, M. Ito, snd K. Ohtsubo (2022), Possibility for Prevention of Type 2 Diabetes Mellitus and Dementia Using Three Kinds of Brown Rice Blends after High-Pressure Treatment, Foods, 11(6), 818; https://doi.org/10.3390/foods11060818
- S. Nakamura, J. Katsura, Y. Maruyama, and K. Ohtsubo (2021), The formulae for estimating the hardness and retrogradation of cooked rice based on its pasting properties using a novel RVA program. Foods; 10:5, 987.
- Nakamura S. et al: Evaluation of the palatability and biofunctionality of brown rice germinated in red onion solution. Cereal Chem., 2019. https://doi.org/10.1002/cche.10305
- 大坪研一、中村澄子：糖尿病および認知症の複合予防効果の期待される米飯および米加工食品開発の試み. 生物工学, 97(10), 610-615, 2019.
- 大坪研一, 中村澄子「米の品質評価，品種判別および加工利用に関する研究」『化学と生物』第52巻第5号、日本農芸化学会、2014年、295-300頁、2018年4月27日閲覧。
- 大坪研一「米の食味研究の現状と課題(多様な視点から米の食味を考える,シンポジウム)」『北陸作物学会報』第48号、北陸作物・育種学会、2013年、45-47頁、2018年4月27日閲覧。